# За блакитними небесами
«За блакитними небесами» (швед. Himlen är oskyldigt blå) — шведська драма 2010 року з Біллом Скашгордом у головній ролі. Світова прем'єра стрічки відбулась на Міжнародному кінофестивалі в Торонто 10 вересня 2010 року.

## Сюжет
Мартін живе у Швеції в 1970-х роках. Для оточення його родина здається звичайною, але через пияцтво батька парубок не почуває себе щасливим. Його тато, Нільс, — поважний державний службовець, проте вдома він поводиться як тиран, схильний до маніакальної депресії. Мати Мартіна, Сів, не може протистояти чоловікові, тому мати лише спостерігає за руйнуванням сім'ї. Атмосфера в родині підштовхує головного героя на думки про втечу від батьків. У нього з'являється така нагода: він отримує роботу на літо в готелі. Він знаходить спільну мову з менеджером готелю Йестою, той залучає парубка у свої тіньові справи. Мартін зрозумів, що став злочинцем, але було вже пізно.

## У ролях
| Актор            | Роль      |
| ---------------- | --------- |
| Білл Скашгорд    | Мартін    |
| Пітер Далле      | Йеста     |
| Юзефіна Юнгман   | Дженні    |
| Аманда Оомс      | Сів       |
| Ерік Йоанссон    | Йонте     |
| Лейф Андре       | Стіг      |
| Бйорн Кєлльман   | Нільс     |
| Адам Полссон     | Майк      |
| Расмус Троедссон | Ульф      |
| Анніка Олссон    | Анн-Брітт |
| Елін Клінга      | Маркетта  |

## Створення фільму

### Виробництво
Зйомки фільму проходили в Стокгольмі, Лідінге та Сандгамні.

### Знімальна група
- Кінорежисер — Ганнес Голм
- Сценарист — Ганнес Голм
- Кінопродюсер — Патрік Рюборн
- Композитор — Матіас Бер'єт
- Кінооператор — Єран Галльберг
- Кіномонтаж — Фредерік Моргеден
- Артдиректор — Ян Олоф Агрен
- Художник-костюмер — Анна Гагерт
- Підбір акторів — Жанетт Клінтберг[5]

## Сприйняття

### Критика
Фільм отримав змішані відгуки. На сайті Rotten Tomatoes оцінка стрічки становить 47 % від глядачів із середньою оцінкою 3,1/5 (203 голоси). Фільму зарахований «розсипаний попкорн» від глядачів, Internet Movie Database — 6,6/10 (3 117 голосів).

### Номінації та нагороди
| Нагороди та номінації фільму «За блакитними небесами» | Нагороди та номінації фільму «За блакитними небесами» | Нагороди та номінації фільму «За блакитними небесами» | Нагороди та номінації фільму «За блакитними небесами» | Нагороди та номінації фільму «За блакитними небесами» | Нагороди та номінації фільму «За блакитними небесами» |
| Рік                                                   | Кінофестиваль/кінопремія                              | Категорія/нагорода                                    | Номінант                                              | Результат                                             |                                                       |
| ----------------------------------------------------- | ----------------------------------------------------- | ----------------------------------------------------- | ----------------------------------------------------- | ----------------------------------------------------- | ----------------------------------------------------- |
| 2011                                                  | «Золотий жук»                                         | Найкраща чоловіча роль другого плану                  | Пітер Далле                                           | Номінація                                             |                                                       |
| 2011                                                  | «Золотий жук»                                         | Найкраща робота оператора                             | Єран Галльберг                                        | Номінація                                             |                                                       |